# Cowden-Syndrom
Das Cowden-Syndrom, das im Englischen auch als Cowden disease oder multiple hamartoma syndrome bezeichnet wird, ist ein pleomorphes, autosomal-dominant vererbtes Syndrom, das klinisch durch Hamartome aller drei Keimblätter in Erscheinung tritt. Ursache ist eine Mutation im PTEN-Gen, weshalb das Syndrom auch in die Gruppe des PTEN-Hamartom-Tumor-Syndrom eingerechnet wird, da es mit den anderen Syndromen dieser Gruppe, etwa dem Bannayan-Riley-Ruvalcaba-Syndrom oder dem Proteus-Syndrom, zahlreiche Überschneidungen gibt. Diese heterogenen Syndrome haben eine sehr variable und altersabhängige Penetranz und Genexpression.

## Epidemiologie
Die Inzidenz wird auf unter 1:200.000 geschätzt, wobei die Penetranz altersabhängig ist, jedoch bei 90 % der 20-jährigen Betroffenen Symptome auftreten. Beide Geschlechter sind gleich häufig betroffen.
Momentan sind weltweit mindestens 150 Fälle mit Cowden-Syndrom statistisch erfasst.

## Pathophysiologie
Die verantwortliche Mutation liegt im Bereich des PTEN-Gens auf dem langen Arm des 10. Chromosoms (Genlocus q23), wobei PTEN (Phosphatase and Tensin homolog) ein Tumorsuppressorgen ist. PTEN ist ein Inhibitor von der Proteinkinase Akt, das ein zentrales Zielmolekül in der Transduktion vieler wichtiger antiapoptotischer und proliferativer Signale darstellt und bei mutationsbedingt fehlender PTEN-Inhibition überaktiv ist und so die Tumorentstehung fördert.

## Klinische Manifestation
Beim Cowden-Syndrom treten fast immer multiple Hamartome unter anderem der Haut und der Schleimhäute auf. Die Hautveränderungen sind pathognomonisch, besonders häufig finden sich Trichilemmome im Gesicht, orale Schleimhaut-Papillome und akrale oder palmoplantare Keratosen sowie multiple Gesichts-Papeln und eine makuläre Pigmentation des Penis. Auch finden sich oft zahlreiche gastrointestinale Hamartome und Ganglioneurome.
Auch andere gutartige Tumoren in anderen Organen finden sich oft bei Vorliegen eines Cowden-Syndroms, so Schilddrüsenknoten, fibrozystische Brustveränderungen, Fibrome und Lipome des Bindegewebes sowie Gebärmutter-Fibroide (bindegewebige Uterustumoren, die aus glatten Muskelzellen bestehen. Vgl. Uterusmyom und Leiomyom).
Sehr typisch ist weiterhin ein übergroßer Kopfumfang (Makrozephalie).
Darüber hinaus ist das Krebsrisiko deutlich erhöht. Besonders oft werden ein in jungen Jahren auftretender Brustkrebs, ein Gebärmutterkrebs und ein nicht-medullärer Schilddrüsenkrebs beobachtet, auch ein Nierenzell-Karzinom tritt häufiger auf.
Darüber hinaus werden oft eine geistige Behinderung oder Störungen aus dem autistischen Formenkreis beobachtet. 
Die klinische Diagnosestellung erfolgt anhand einer Kombination von sog. Major- und Minor-Kriterien anhand einer Leitlinie des amerikanischen National Comprehensive Cancer Network. Sind diese Kriterien erfüllt, sollte eine genetische Untersuchung auf das Vorhandensein einer PTEN-Mutation stattfinden.

## Behandlung
Es kann nur eine symptomatische Behandlung durchgeführt werden, die eine Kontrolle aller Anomalitäten auf Entartung und, wenn notwendig, deren operative Entfernung und weitere Therapie beinhaltet.

## Prognose
Laut einer 2010 erschienenen Studie mit 211 Probanden entwickelten bis zum 70. Lebensjahr 89 % aller Patienten mindestens einen malignen Tumor. Die Auftrittswahrscheinlichkeit von Darmkrebs lag in diesem Zeitfenster etwa bei 15 % und die eines Endometriumkarzinoms bei 21 %. Bei Frauen ist zudem das Brustkrebsrisiko deutlich erhöht. Bei männlichen Patienten wurden im Vergleich zu den weiblichen Patienten weniger maligne Tumore diagnostiziert.